# جف بوروویاک
جف بوروویاک (انگلیسی: Jeff Borowiak؛ زاده ۲۵ سپتامبر ۱۹۴۹) یک تنیس‌باز اهل ایالات متحده آمریکا است.